# Căpâlna de Jos, Alba
Căpâlna de Jos (în dialectul săsesc Gierjesdref, în germană Kapellendorf, Kapellkirch, Gergesdorf, în maghiară Alsókápolna) este un sat în comuna Jidvei din județul Alba, Transilvania, România. Satele vecine sunt: la sud Jidvei, la sud-est Feisa, la est Sântămărie, la nord-est Veseuș, la vest Sânmiclăuș.

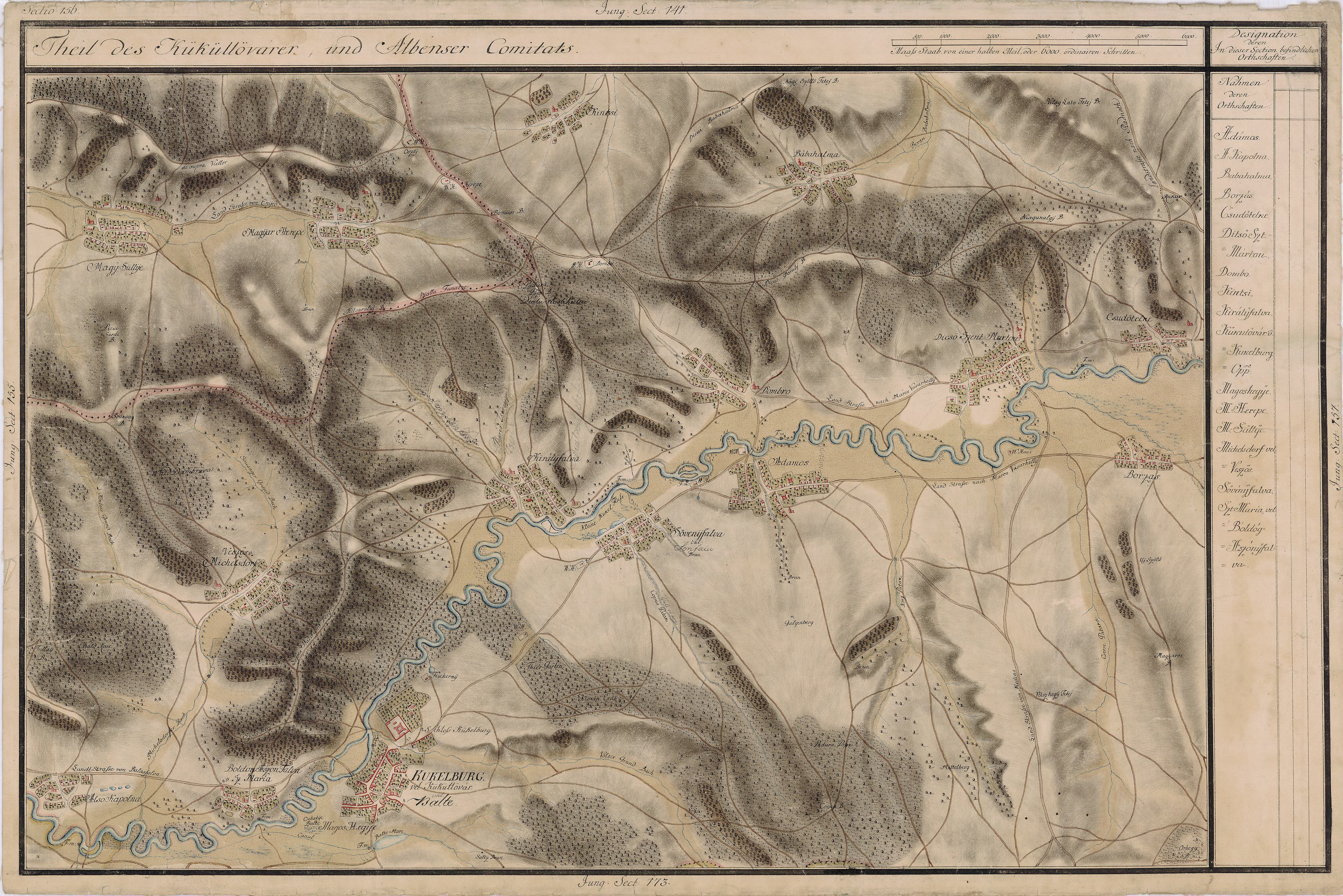
Căpâlna de Jos în Harta Iosefină a Transilvaniei, 1769-73

## Istoric
Căpâlna de Jos este atestată din anul 1332, printr-o contribuție a capelei către Biserica Romano-Catolică de la Roma, capelă care a dat și numele satului.

## Localizare
Este situată la jumătatea distanței între Alba Iulia și Târgu Mureș (60 km de fiecare). Cele mai apropiate orașe sunt Blaj și Târnăveni (ambele la 19 km).
Satul Căpâlna de Jos are aproximativ 300 de case.
Relieful predominant al regiunii este de deal, în sudul localității aflându-se lunca Târnavei Mici, cu o lățime de aproximativ 1 km. Are un sol propice culturilor pomicole și viticole.

## Economie
Majoritatea oamenilor se ocupă cu agricultura. Societatea S.C. JIDVEI produce și comercializează marca de vin cu același nume. Un număr mic de oameni lucrează la fabricile din Blaj și Târnăveni.

## Cultura
Căpâlna de Jos este un nume reprezentativ pentru muzica populară românească, mândrindu-se cu 2 nume: Veta Biriș și Ansamblul fetelor de la Căpâlna.

## Demografie
La recensământul din 1930 au fost înregistrați 805 locuitori, dintre care 801 români, 3 țigani și 1 german. Sub aspect confesional populația era alcătuită din 802 greco-catolici, 2 ortodocși și 1 evanghelic (luteran).
În anul 2018 populația era formată din români, în acest sat existând și o familie de romi și un număr de 4 maghiari.

## Galerie de imagini

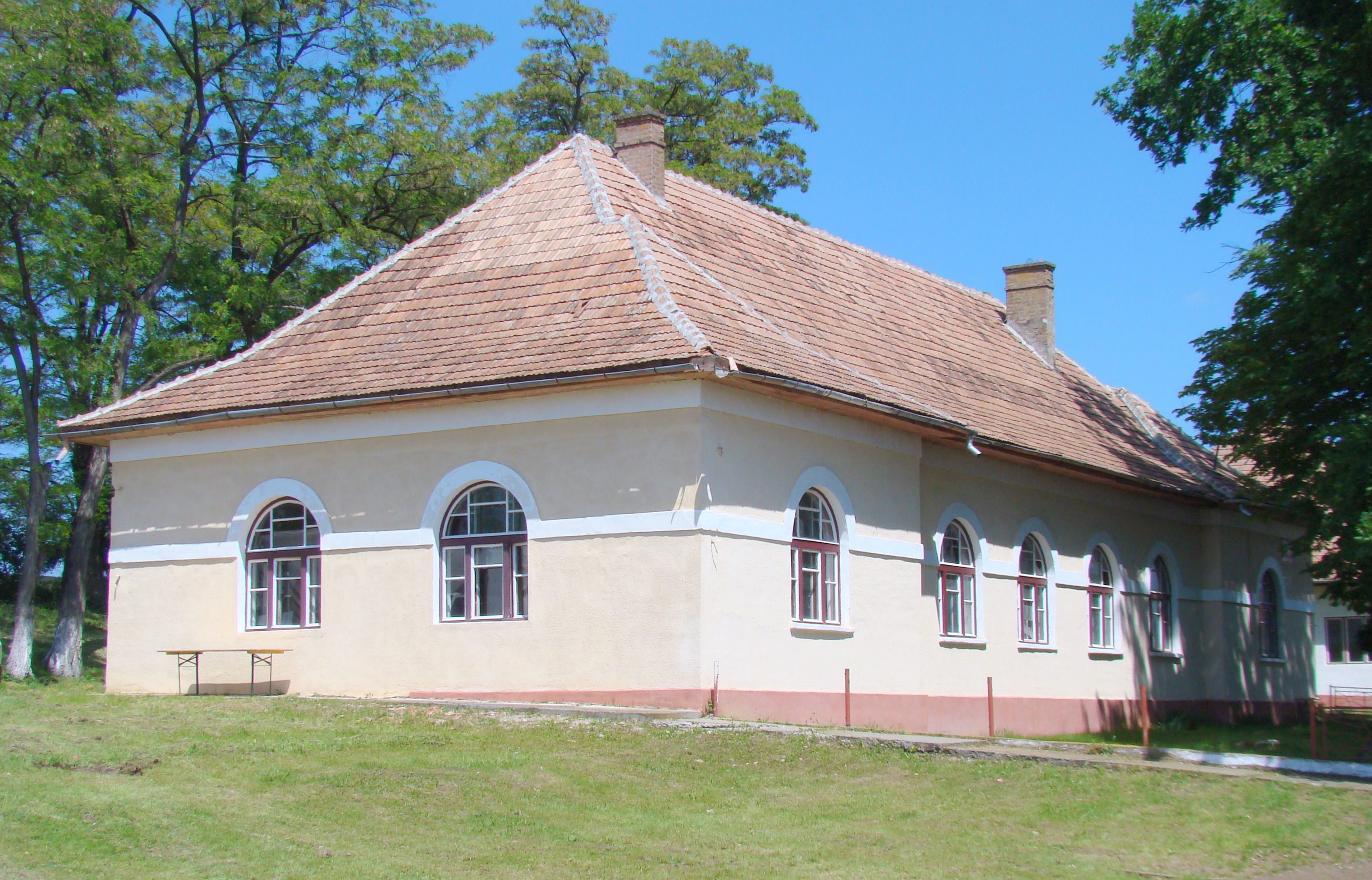
Școala
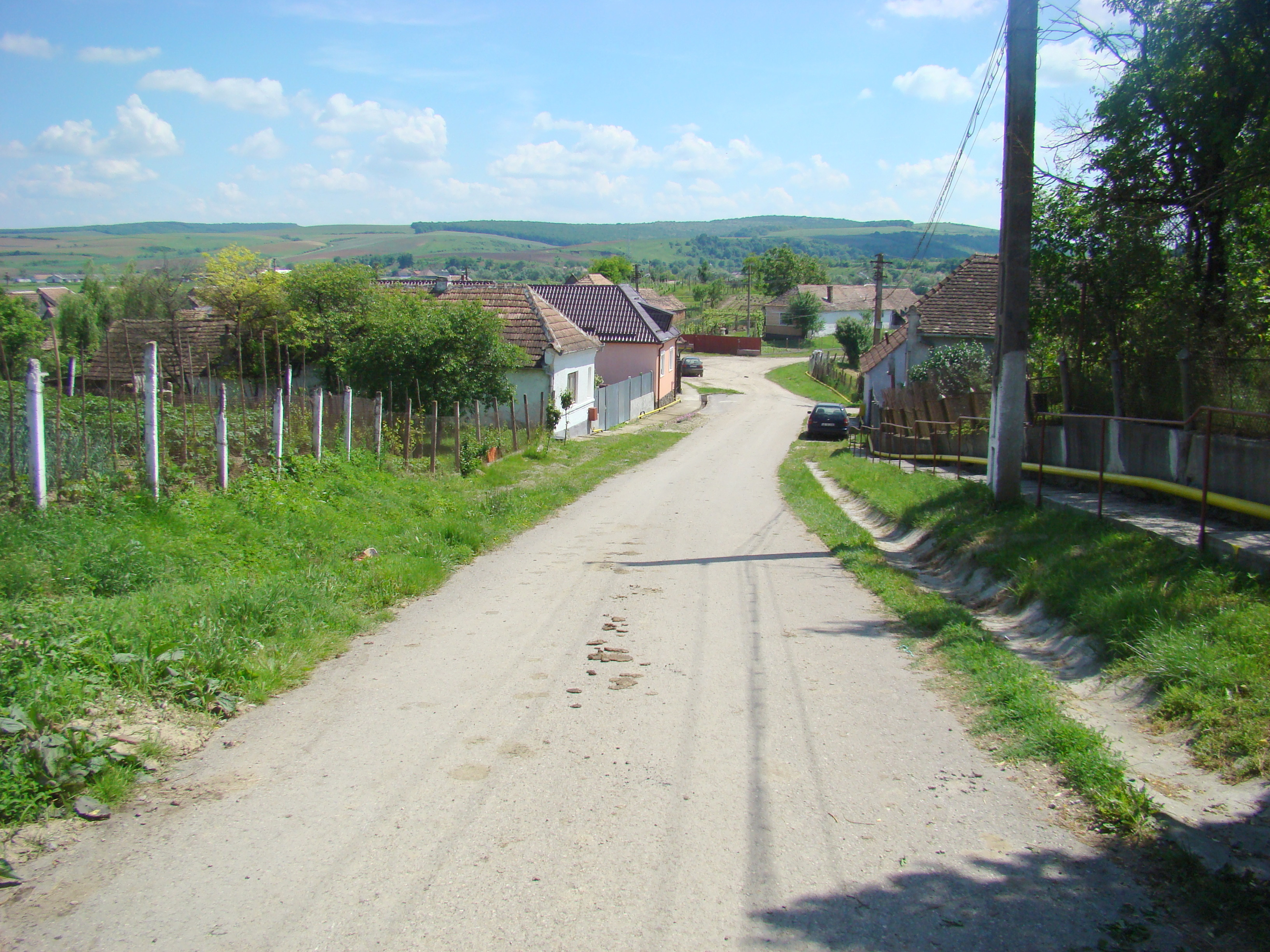
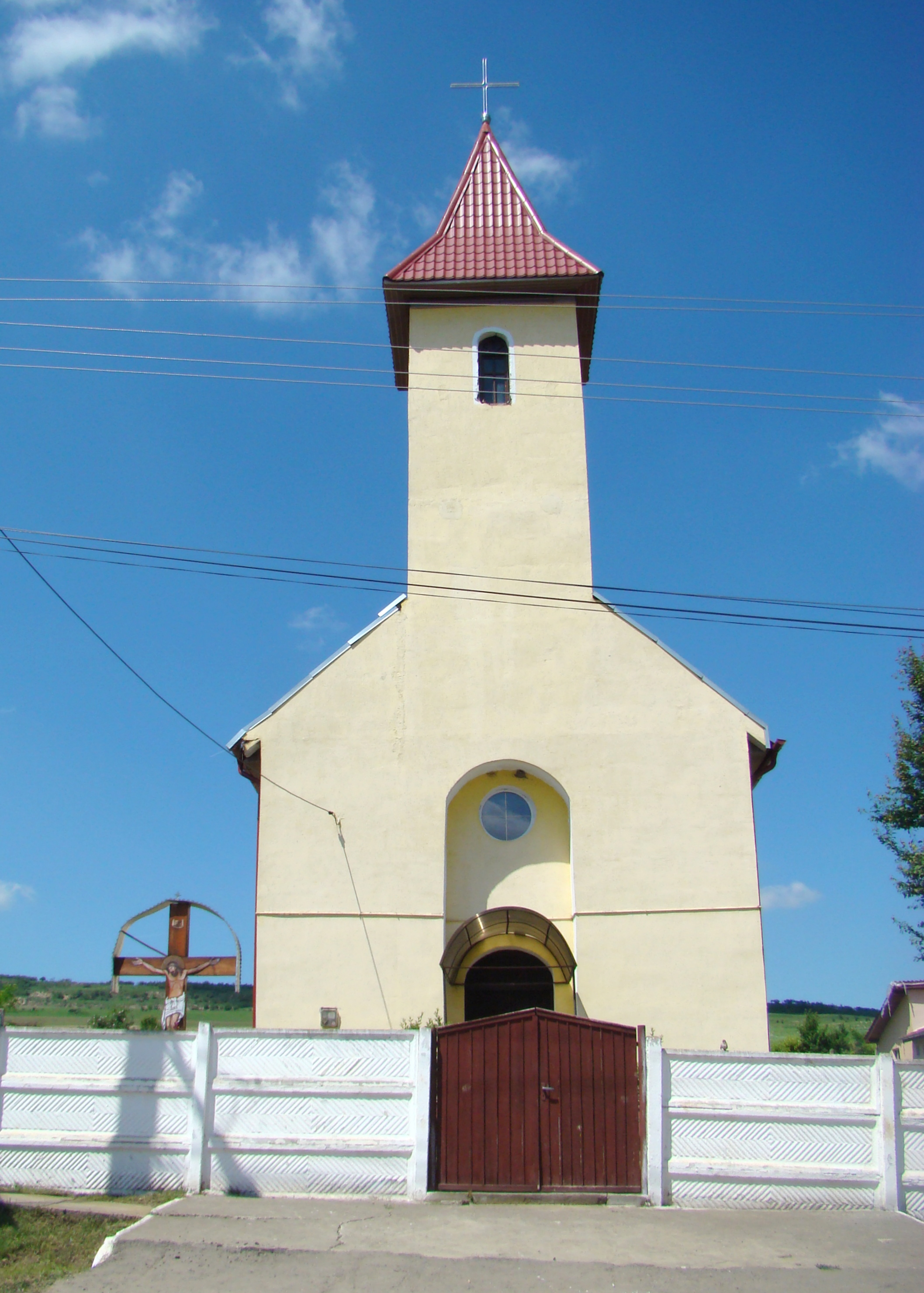
Biserica greco-catolică
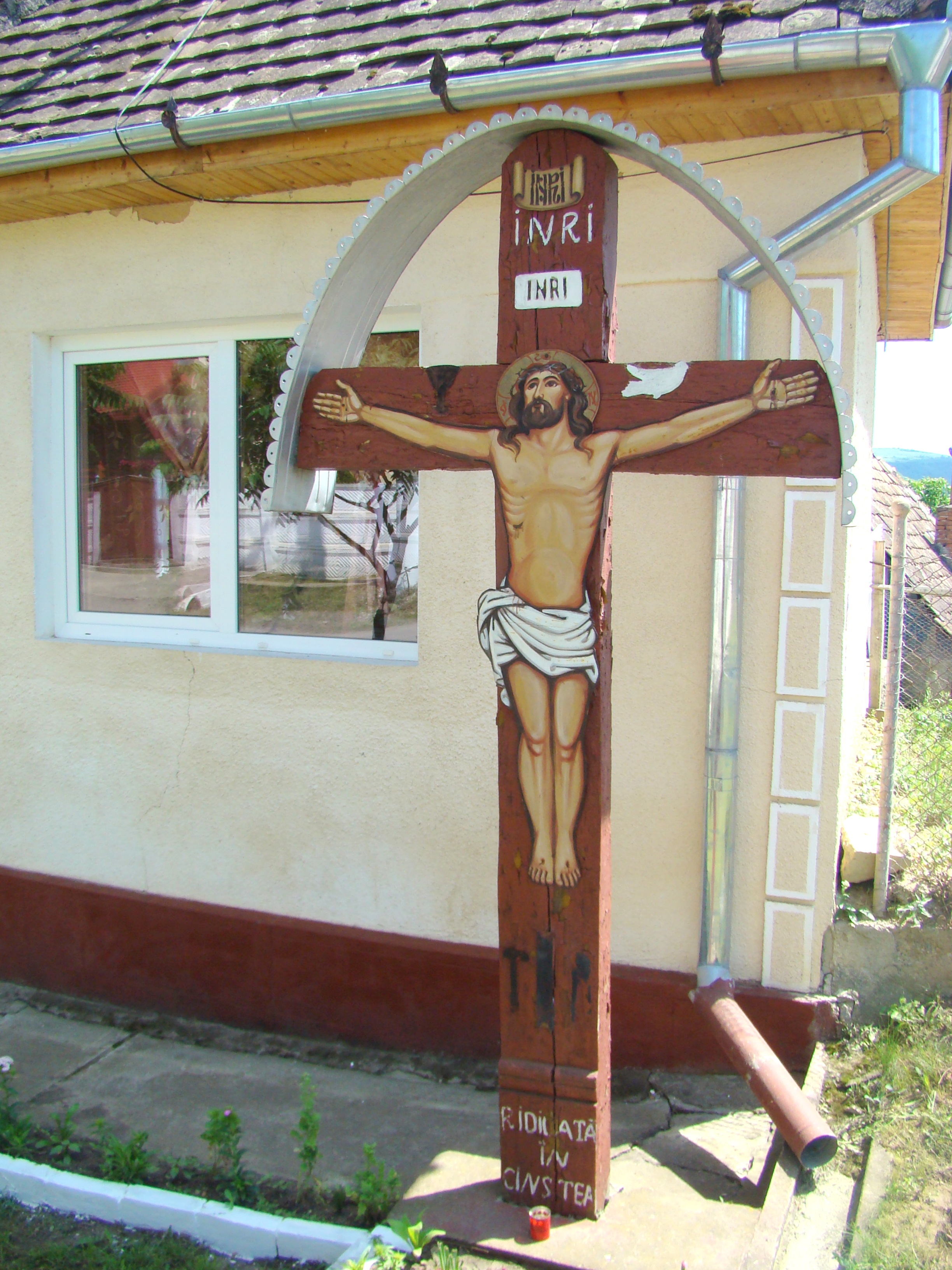
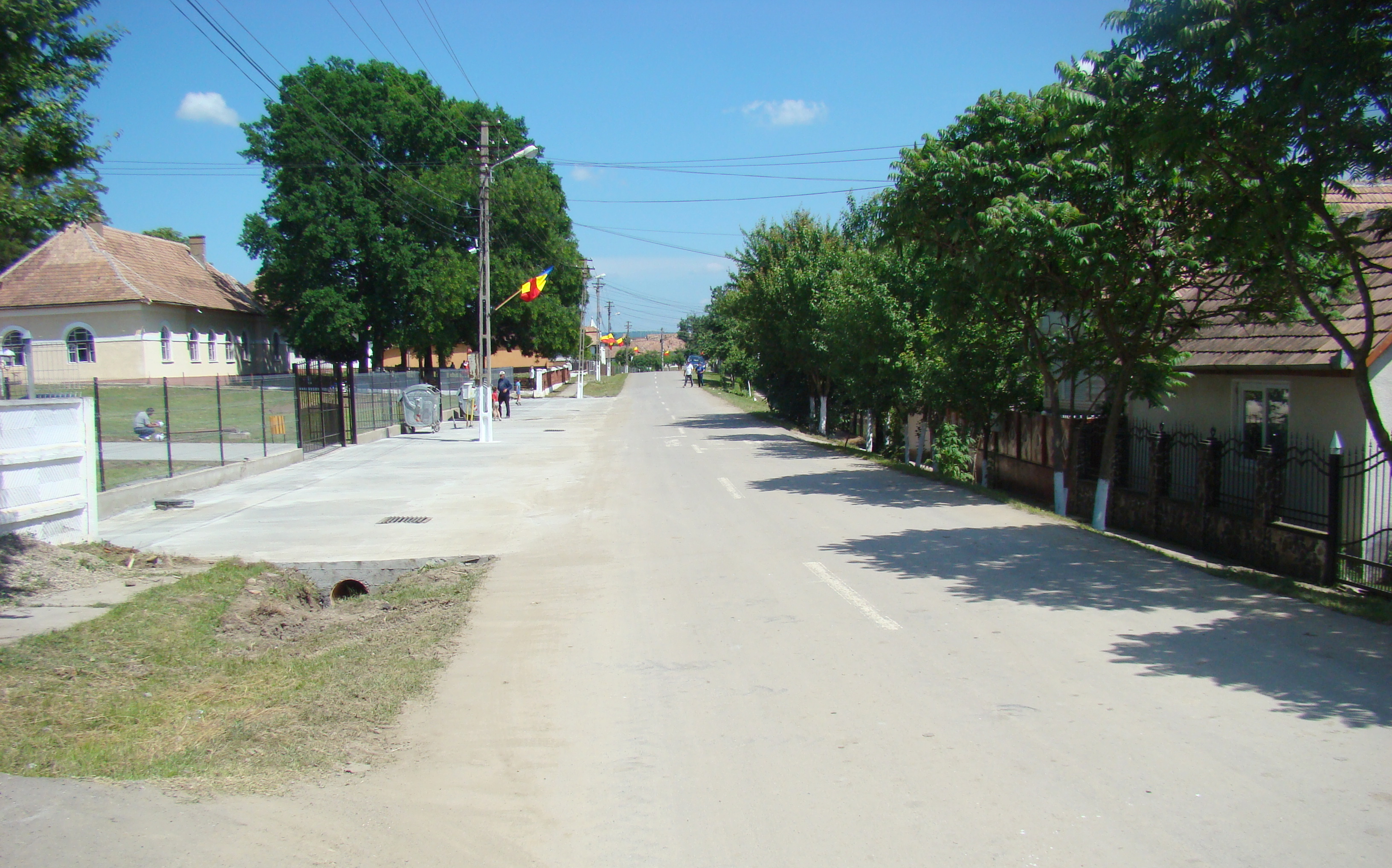
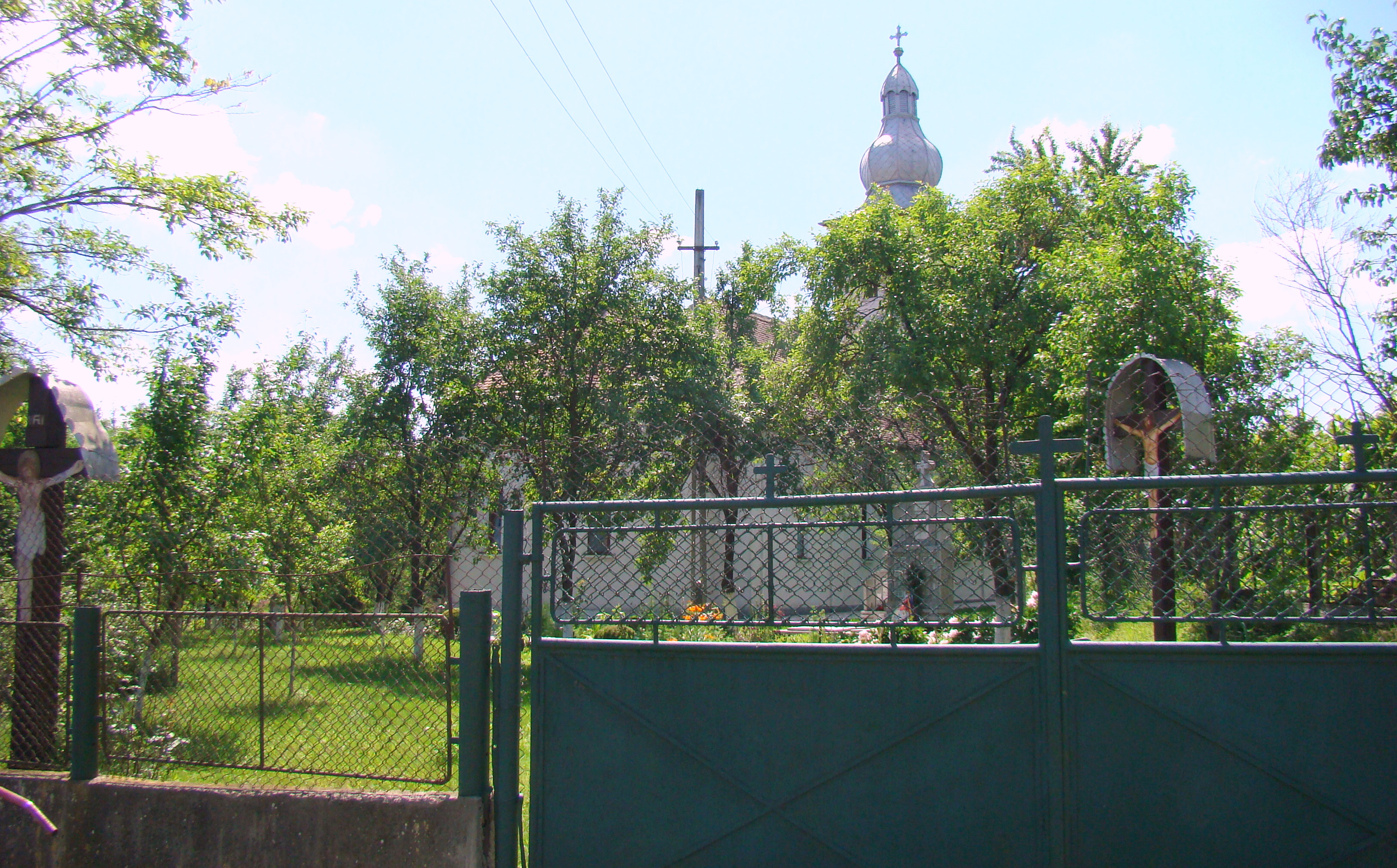
Biserica ortodoxă cu hramul „Sf.Ilie Tezviteanu”
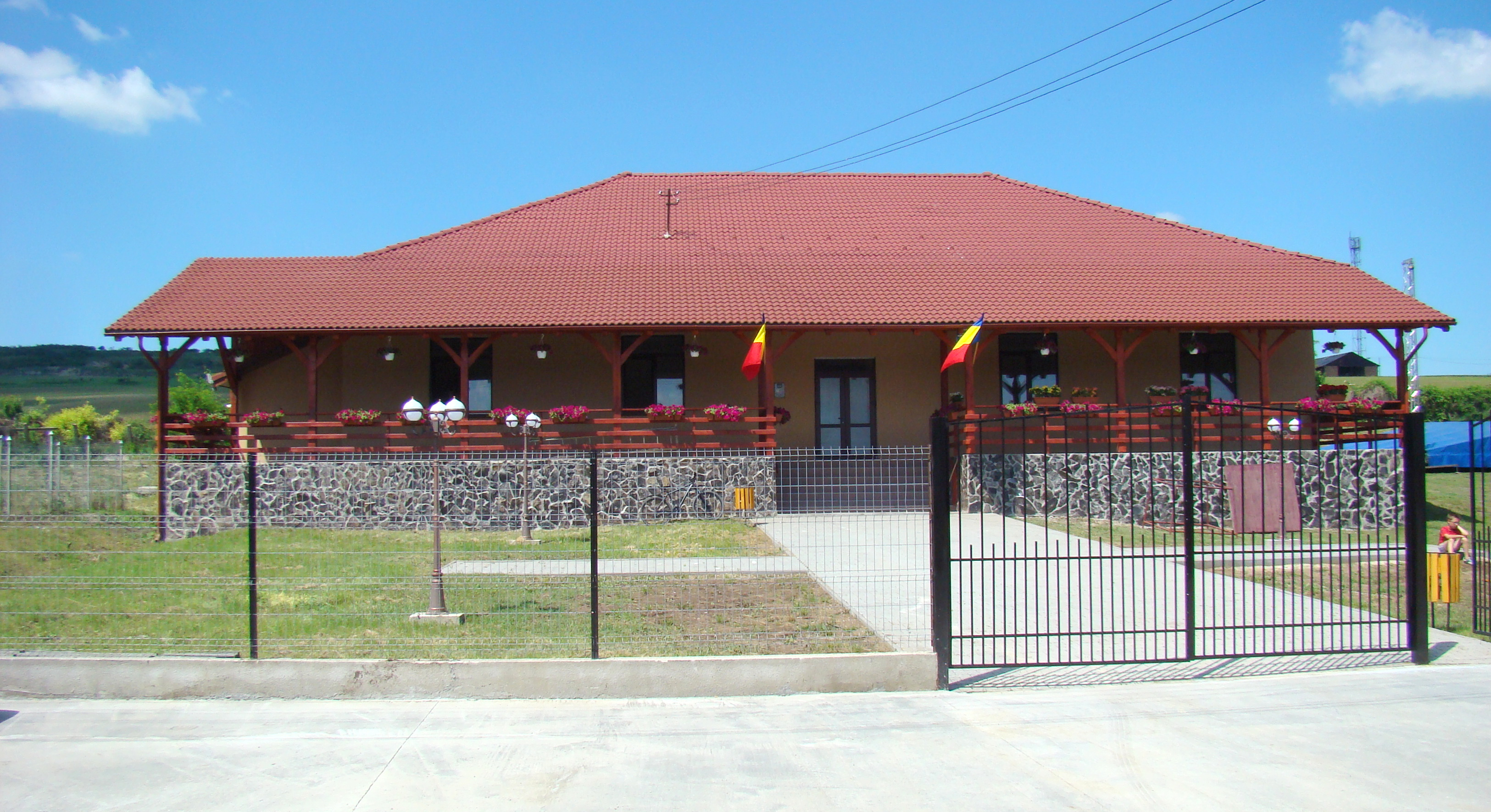
Căminul cultural
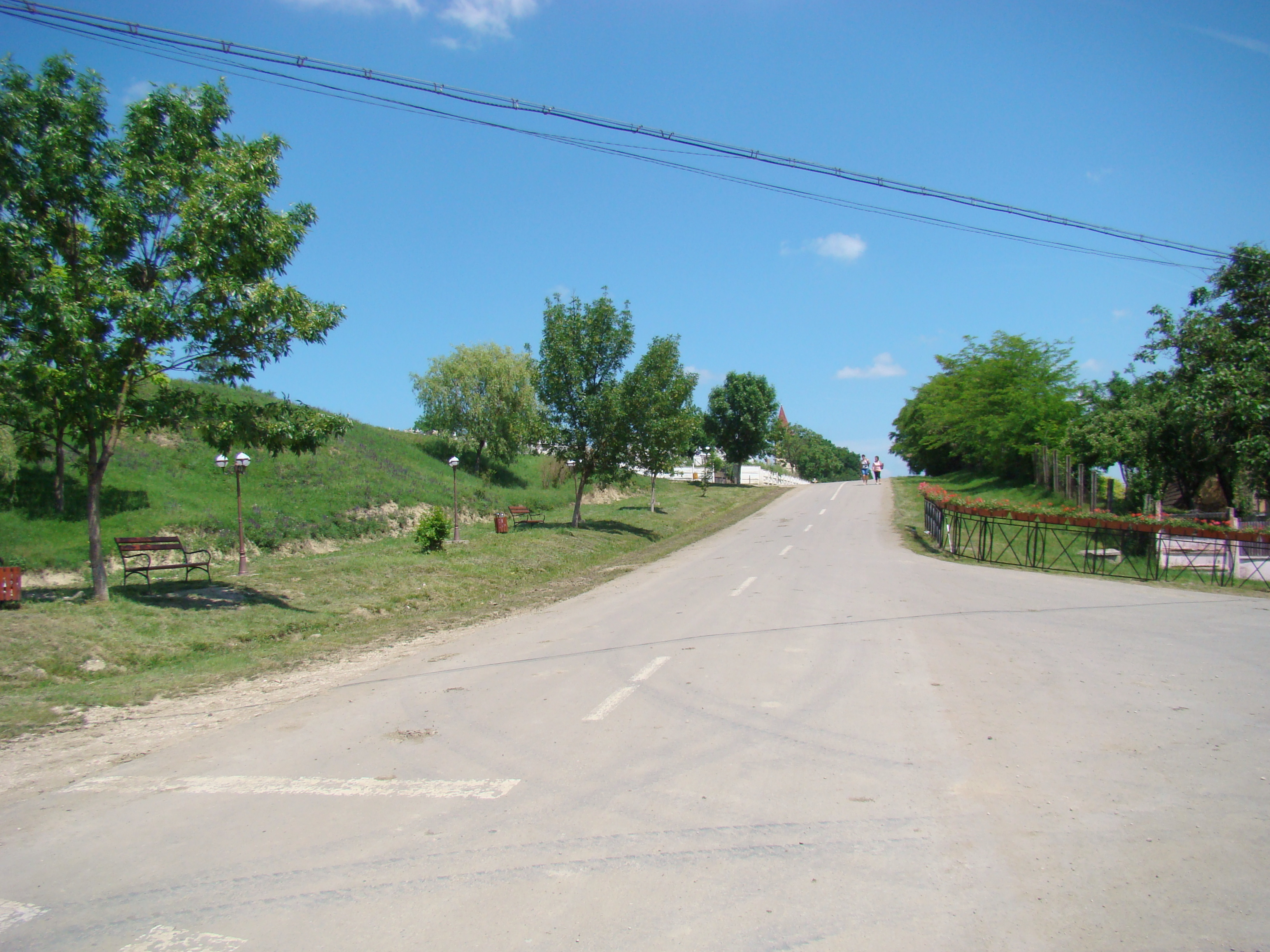